# FC Malenovice
Football Club Malenovice je český fotbalový klub ze zlínských Malenovic, který byl založen roku 1932 jako Sportovní klub Malenovice. Od sezony 2017/18 hraje I. B třídu Zlínského kraje – sk. B (7. nejvyšší soutěž). Klubovými barvami jsou modrá, bílá a červená.
Největším úspěchem klubu je účast ve třetí nejvyšší soutěži (prve 1936/37, naposled 1964/65).

## Historické názvy
Zdroj:
- 1932 – SK Malenovice (Sprotovní klub Malenovice)
- 1949 – JTO Sokol Malenovice (Jednotná tělovýchovná organisace Sokol Malenovice)
- 1951 – ZSJ Obnova Malenovice (Závodní sokolská jednota Obnova Malenovice)
- 1953 – DSO Slavoj Malenovice (Dobrovolná sportovní organisace Slavoj Malenovice)
- 19?? – TJ Slavoj Malenovice (Tělovýchovná jednota Slavoj Malenovice)
- 197? – TJ Malenovice (Tělovýchovná jednota Malenovice)
- 199? – FC Malenovice (Football Club Malenovice)

## Historie malenovické kopané

### 30. léta 20. století
Ustanovující schůze SK Malenovice se konala v bývalém hostinci Podskalí pod hradem v roce 1932. První sestava malenovických měla toto složení: Benešovský, Němec, Khýr, Vojtěch Číhal, Landsfeld, Jiřík st., Jiřík ml., Jaroslav Plšek, Strojil, Karel Mrlík a Malota.
Klub zaznamenal pozoruhodný start do mistrovských soutěží, v prvních třech ročnících svou soutěž pokaždé vyhrál a postoupil do vyšší soutěže (1933–1936). Hned v prvním ročníku 1933/34 zvítězil ve IV. třídě HŽF (Hanácká župa footballová) takovým způsobem, že župní činovníci rozhodli o jeho mimořádném zařazení o dvě třídy výše. Malenovičtí důvěru oplatili okamžitým vítězstvím ve II. třídě HŽF, na které navázali i vítězstvím v I. B třídě. Takto se už čtyři roky po svém založení a tři roky od prvního soutěžního zápasu ocitli v I. A třídě HŽF, která byla – po státní lize a zemských divizích – jednou ze skupin třetí nejvyšší soutěže v Československu.

### 40. léta 20. století
Na konci sezony 1941/42 klub sestoupil z I. A třídy, vítězstvím v I. B třídě v ročníku 1943/44 se do tehdejší nejvyšší župní soutěže vrátil. Ve druhé polovině 40. let se klub pohyboval mezi I. A třídou a I. B třídou. Během druhé světové války sestavili F. Čeleďa a V. Hamrla Ročenku SK Malenovice, která mapovala první léta malenovické kopané.
K 1. lednu 1949 byly Malenovice sloučeny s Gottwaldovem (dobový název Zlína).

### 50. léta 20. století
Roku 1951 oddíl sestoupil do okresního přeboru. Především díky zkvalitnění práce s mládeží se postupně podařilo tento výkonnostní útlum překonat a v roce 1955 se Malenovice vrátily do I. A třídy. Na konci ročníku 1957/58 oddíl opět sestoupil do I. B třídy.

### 60. léta 20. století
Příchod hrajícího trenéra V. Vidličky do Malenovic koncem 50. let znamenal zásadní obrat ve výkonnosti A-mužstva. V sezoně 1959/60 přišel návrat zpět do I. A třídy, kterou o dva roky později malenovičtí vyhráli, čímž postoupili do nejvyšší jihomoravské soutěže. Po podzimu 1962 dlel nováček z Malenovic na prvním místě, když nejčastěji hrál v této sestavě: Roth, Huťka, Vidlička, Hrejsemnou, Vyoral, Mrázek, Švejda, Chromek, Dalajka, Gajdůšek a Rejšek. Přestože se umístění na jaře 1963 nepodařilo udržet, tento neoficiální titul jihomoravského půlmistra patří společně s účastí ve finále Jihomoravského krajského poháru v roce 1961 k největším úspěchům tohoto mužstva.

### 70. léta 20. století
V tomto období bylo A-mužstvo stabilním účastníkem I. A třídy Jihomoravského kraje. Vzestup výkonnosti zaznamenala další mužstva malenovických. B-mužstvo v roce 1971 postoupilo do okresního přeboru a dorost pod vedením B. Švendy uspěl v kvalifikaci okresních vítězů, čímž se probojoval do I. A třídy.
V roce 1977 postoupilo žákovské družstvo pod vedením trenéra F. Dalajky do krajské soutěže a především v následujícím roce poprvé v historii malenovického fotbalu postoupil dorost pod vedením trenéra J. Slováka do krajského přeboru.

### 80. léta 20. století
U příležitosti 50. výročí založení klubu bylo v roce 1982 sehráno utkání s prvoligovou Zbrojovkou Brno, v jejímž dresu nastoupil také malenovický odchovanec František Mikulička.
V první polovině 80. let patřily Malenovice k průměrným mužstvům krajských soutěží. Větší útlum přišel v roce 1989, kdy malenovičtí fotbalisté sestoupili do okresního přeboru. Po dvou letech se znovu vrátili do krajských soutěží, od sezony 2004/05 v nich působí nepřetržitě.
Rovněž mládežnická družstva se začátkem 80. let pohybovala mezi okresními a krajskými soutěžemi. Obrat nastal v druhé polovině 80. let. Dorostenecká i žákovská mužstva se zabydlela v krajských soutěžích, kde dosahovala řady pozoruhodných výsledků, z nichž nejcennější v historii je druhý postup dorostu do třetí nejvyšší soutěže – župního přeboru v roce 1992.

### 90. léta 20. století
V první polovině 90. let působilo mužstvo v I. B třídě Středomoravské župy – sk. B, druhá polovina dekády znamenala pohyb mezi nejnižší krajskou a nejvyšší okresní soutěží.

### Ve 21. století
Začátkem 3. tisíciletí se klub účastnil Okresního přeboru Zlínska, od ročníku 2004/05 byl opět účastníkem I. B třídy. V sezoně 2016/17 si zahrál I. A třídu, ihned však sestoupil.

## Zázemí klubu
Ještě před založením klubu byla na ředitelství malenovického velkostatku vyjednána dohoda o pronájmu pozemku v uhelnách nad starým hřbitovem pro provedení úprav na hřiště pro kopanou. O toto se zasloužili zakládající členové oddílu a zároveň hráči Karel Mrlík, Jaroslav Plšek a Vojtěch Číhal.
V roce 1933 se výboru oddílu v čele s Antonínem Horákem podařilo přes značné finanční problémy dobudovat hřiště, které odpovídalo regulím soutěžních utkání. Vrcholem slavností u příležitosti otevření nového hřiště bylo utkání s SK Zlín.
Současně se sportovními úspěchy prvního mužstva bylo nutné vybudovat nové hřiště, které by vyhovovalo podmínkám stanoveným pro vyšší soutěže. Toto bylo hlavním úkolem nového výboru v čele s Františkem Žákem, pracovat se začalo na podzim 1935.
Během 70. let byla dokončena výstavba nové klubovny a plynového vytápění celého areálu, byla také realizována výměna branek. Velká pozornost byla věnována údržbě hrací plochy, která patřila mezi nejlepší na Zlínsku.

## Umístění v jednotlivých sezonách
Legenda: Z – zápasy, V – výhry, R – remízy, P – porážky, VG – vstřelené góly, OG – obdržené góly, +/− – rozdíl skóre, B – body, červené podbarvení – sestup, zelené podbarvení – postup, fialové podbarvení – reorganizace, změna skupiny či soutěže
| Československo (1933 – 1939)             |                                                             |                                                             |                                                             |                                                             |                                                             |                                                             |                                                             |                                                             |                                                             |                                                             |                                                             |
| Sezóny                                   | Liga                                                        | Úroveň                                                      | Z                                                           | V                                                           | R                                                           | P                                                           | VG                                                          | OG                                                          | +/−                                                         | B                                                           | Pozice                                                      |
| 1933/34                                  | IV. třída HŽF                                               | 7                                                           |                                                             | …                                                           | …                                                           | …                                                           | …                                                           | …                                                           | …                                                           |                                                             | 1.                                                          |
| 1934/35                                  | II. třída HŽF                                               | 5                                                           |                                                             | …                                                           | …                                                           | …                                                           | …                                                           | …                                                           | …                                                           |                                                             | 1.                                                          |
| 1935/36                                  | I. B třída HŽF                                              | 4                                                           |                                                             | …                                                           | …                                                           | …                                                           | …                                                           | …                                                           | …                                                           |                                                             | 1.                                                          |
| 1936/37                                  | I. A třída HŽF                                              | 3                                                           |                                                             | …                                                           | …                                                           | …                                                           | …                                                           | …                                                           | …                                                           |                                                             |                                                             |
| 1937/38                                  | I. A třída HŽF                                              | 3                                                           |                                                             | …                                                           | …                                                           | …                                                           | …                                                           | …                                                           | …                                                           |                                                             |                                                             |
| 1938/39                                  | I. A třída HŽF                                              | 3                                                           |                                                             | …                                                           | …                                                           | …                                                           | …                                                           | …                                                           | …                                                           |                                                             |                                                             |
| Protektorát Čechy a Morava (1939 – 1945) |                                                             |                                                             |                                                             |                                                             |                                                             |                                                             |                                                             |                                                             |                                                             |                                                             |                                                             |
| Sezóny                                   | Liga                                                        | Úroveň                                                      | Z                                                           | V                                                           | R                                                           | P                                                           | VG                                                          | OG                                                          | +/−                                                         | B                                                           | Pozice                                                      |
| 1939/40                                  | I. A třída HHŽF                                             | 3                                                           | 21                                                          | 6                                                           | 4                                                           | 11                                                          | 45                                                          | 59                                                          | −14                                                         | 16                                                          | 9.                                                          |
| 1940/41                                  | I. A třída HHŽF                                             | 3                                                           | 22                                                          | 7                                                           | 5                                                           | 10                                                          | 59                                                          | 57                                                          | +2                                                          | 19                                                          | 8.                                                          |
| 1941/42                                  | I. A třída HHŽF                                             | 3                                                           | 22                                                          | 5                                                           | 1                                                           | 16                                                          | 38                                                          | 66                                                          | −28                                                         | 11                                                          | 11.                                                         |
| 1942/43                                  | I. B třída HHŽF                                             | 4                                                           |                                                             | …                                                           | …                                                           | …                                                           | …                                                           | …                                                           | …                                                           |                                                             |                                                             |
| 1943/44                                  | I. B třída HHŽF                                             | 4                                                           |                                                             | …                                                           | …                                                           | …                                                           | …                                                           | …                                                           | …                                                           |                                                             | 1.                                                          |
| 1944/45                                  | Končila druhá světová válka, pravidelné soutěže se nehrály. | Končila druhá světová válka, pravidelné soutěže se nehrály. | Končila druhá světová válka, pravidelné soutěže se nehrály. | Končila druhá světová válka, pravidelné soutěže se nehrály. | Končila druhá světová válka, pravidelné soutěže se nehrály. | Končila druhá světová válka, pravidelné soutěže se nehrály. | Končila druhá světová válka, pravidelné soutěže se nehrály. | Končila druhá světová válka, pravidelné soutěže se nehrály. | Končila druhá světová válka, pravidelné soutěže se nehrály. | Končila druhá světová válka, pravidelné soutěže se nehrály. | Končila druhá světová válka, pravidelné soutěže se nehrály. |
| Československo (1945 – 1993)             |                                                             |                                                             |                                                             |                                                             |                                                             |                                                             |                                                             |                                                             |                                                             |                                                             |                                                             |
| Sezóny                                   | Liga                                                        | Úroveň                                                      | Z                                                           | V                                                           | R                                                           | P                                                           | VG                                                          | OG                                                          | +/−                                                         | B                                                           | Pozice                                                      |
| 1945/46                                  | I. A třída HŽF                                              | 3                                                           | 28                                                          | …                                                           | …                                                           | …                                                           | …                                                           | …                                                           | …                                                           |                                                             |                                                             |
| 1946/47                                  | I. A třída HŽF                                              | 3                                                           | 26                                                          | 11                                                          | 3                                                           | 12                                                          | 71                                                          | 67                                                          | +4                                                          | 25                                                          | 9.                                                          |
| …                                        |                                                             |                                                             |                                                             |                                                             |                                                             |                                                             |                                                             |                                                             |                                                             |                                                             |                                                             |
| 1955                                     | I. B třída Gottwaldovského kraje – sk. střed                | 5                                                           | 22                                                          | 16                                                          | 3                                                           | 3                                                           | 71                                                          | 27                                                          | +44                                                         | 35                                                          | 1.                                                          |
| 1956                                     | I. A třída Gottwaldovského kraje                            | 4                                                           | 22                                                          | 11                                                          | 1                                                           | 10                                                          | 48                                                          | 42                                                          | +6                                                          | 23                                                          | 6.                                                          |
| 1957/58                                  | I. A třída Gottwaldovského kraje                            | 4                                                           | 33                                                          | 9                                                           | 5                                                           | 19                                                          | 49                                                          | 73                                                          | −24                                                         | 23                                                          | 11.                                                         |
| 1958/59                                  | I. B třída Gottwaldovského kraje – sk. sever                | 5                                                           | 22                                                          | 8                                                           | 8                                                           | 6                                                           | 40                                                          | 41                                                          | −1                                                          | 24                                                          | 3.                                                          |
| 1959/60                                  | I. B třída Gottwaldovského kraje – sk. sever                | 5                                                           | 22                                                          | 7                                                           | 6                                                           | 9                                                           | 36                                                          | 44                                                          | −8                                                          | 20                                                          | 8.                                                          |
| 1960/61                                  | Okresní přebor Gottwaldovska                                | 5                                                           | 26                                                          | 18                                                          | 5                                                           | 3                                                           | 103                                                         | 46                                                          | +57                                                         | 41                                                          | 1.                                                          |
| 1961/62                                  | I. třída Jihomoravského kraje – sk. D                       | 4                                                           | 26                                                          | 17                                                          | 1                                                           | 8                                                           | 61                                                          | 27                                                          | +34                                                         | 35                                                          | 1.                                                          |
| 1962/63                                  | Jihomoravský krajský přebor                                 | 3                                                           | 26                                                          | 13                                                          | 4                                                           | 9                                                           | 46                                                          | 32                                                          | +14                                                         | 30                                                          | 5.                                                          |
| 1963/64                                  | Jihomoravský krajský přebor                                 | 3                                                           | 26                                                          | 8                                                           | 8                                                           | 10                                                          | 48                                                          | 46                                                          | +2                                                          | 24                                                          | 7.                                                          |
| 1964/65                                  | Jihomoravský krajský přebor                                 | 3                                                           | 26                                                          | 6                                                           | 5                                                           | 15                                                          | 38                                                          | 52                                                          | −14                                                         | 17                                                          | 14.                                                         |
| 1965/66                                  | I. A třída Jihomoravské oblasti – sk. B                     | 5                                                           | 26                                                          | 18                                                          | 1                                                           | 7                                                           | 68                                                          | 33                                                          | +35                                                         | 37                                                          | 1.                                                          |
| 1966/67                                  | Jihomoravský oblastní přebor                                | 4                                                           | 26                                                          | 10                                                          | 7                                                           | 9                                                           | 35                                                          | 43                                                          | −8                                                          | 27                                                          | 7.                                                          |
| 1967/68                                  | Jihomoravský oblastní přebor                                | 4                                                           | 26                                                          | 9                                                           | 3                                                           | 14                                                          | 38                                                          | 50                                                          | −12                                                         | 22                                                          | 12.                                                         |
| 1968/69                                  | I. A třída Jihomoravské oblasti – sk. B                     | 5                                                           | 26                                                          | 9                                                           | 4                                                           | 13                                                          | 44                                                          | 46                                                          | −2                                                          | 22                                                          | 9.                                                          |
| 1969/70                                  | I. A třída Středomoravské župy – sk. B                      | 6                                                           | 26                                                          | 13                                                          | 6                                                           | 7                                                           | 45                                                          | 34                                                          | +11                                                         | 32                                                          | 4.                                                          |
| 1970/71                                  | I. A třída Středomoravské župy – sk. B                      | 6                                                           | 26                                                          | 13                                                          | 5                                                           | 8                                                           | 48                                                          | 30                                                          | +18                                                         | 31                                                          | 3.                                                          |
| 1971/72                                  | I. A třída Středomoravské župy – sk. B                      | 6                                                           | 26                                                          | 13                                                          | 3                                                           | 10                                                          | 44                                                          | 32                                                          | +12                                                         | 29                                                          | 5.                                                          |
| 1972/73                                  | I. A třída Jihomoravského kraje – sk. C                     | 6                                                           | 26                                                          | 12                                                          | 2                                                           | 12                                                          | 36                                                          | 44                                                          | −9                                                          | 26                                                          | 8.                                                          |
| 1973/74                                  | I. A třída Jihomoravského kraje – sk. C                     | 6                                                           | 26                                                          | 10                                                          | 3                                                           | 13                                                          | 29                                                          | 40                                                          | −11                                                         | 23                                                          | 11.                                                         |
| 1974/75                                  | I. A třída Jihomoravského kraje – sk. C                     | 6                                                           | 26                                                          | 6                                                           | 8                                                           | 12                                                          | 25                                                          | 44                                                          | −19                                                         | 20                                                          | 13.                                                         |
| 1975/76                                  | I. B třída Jihomoravského kraje – sk. F                     | 7                                                           | 26                                                          | 15                                                          | 2                                                           | 9                                                           | 49                                                          | 34                                                          | +15                                                         | 32                                                          | 4.                                                          |
| 1976/77                                  | I. B třída Jihomoravského kraje – sk. ?                     | 7                                                           | 26                                                          | ...                                                         | ...                                                         | ...                                                         | ...                                                         | ...                                                         | ...                                                         |                                                             | 1.                                                          |
| 1977/78                                  | I. A třída Jihomoravského kraje – sk. C                     | 5                                                           | 26                                                          | 10                                                          | 3                                                           | 13                                                          | 46                                                          | 48                                                          | −2                                                          | 23                                                          | 11.                                                         |
| 1978/79                                  | I. A třída Jihomoravského kraje – sk. C                     | 5                                                           | 26                                                          | 10                                                          | 6                                                           | 10                                                          | 42                                                          | 37                                                          | +5                                                          | 26                                                          | 8.                                                          |
| 1979/80                                  | I. A třída Jihomoravského kraje – sk. B                     | 5                                                           | 30                                                          | 12                                                          | 6                                                           | 12                                                          | 42                                                          | 39                                                          | +3                                                          | 30                                                          | 8.                                                          |
| 1980/81                                  | I. A třída Jihomoravského kraje – sk. B                     | 5                                                           | 30                                                          | 11                                                          | 7                                                           | 12                                                          | 43                                                          | 37                                                          | +6                                                          | 29                                                          | 7.                                                          |
| 1981/82                                  | I. A třída Jihomoravského kraje – sk. B                     | 6                                                           | 26                                                          | ...                                                         | ...                                                         | ...                                                         | ...                                                         | ...                                                         | ...                                                         |                                                             |                                                             |
| 1982/83                                  | I. A třída Jihomoravského kraje – sk. B                     | 6                                                           | 30                                                          | 8                                                           | 7                                                           | 15                                                          | 29                                                          | 50                                                          | −21                                                         | 23                                                          | 12.                                                         |
| 1983/84                                  | Jihomoravská krajská soutěž I. třídy – sk. F                | 6                                                           | 26                                                          | 11                                                          | 7                                                           | 8                                                           | 39                                                          | 28                                                          | +11                                                         | 29                                                          | 4.                                                          |
| 1984/85                                  | Jihomoravská krajská soutěž I. třídy – sk. F                | 6                                                           | 26                                                          | 10                                                          | 5                                                           | 11                                                          | 33                                                          | 37                                                          | −4                                                          | 25                                                          | 8.                                                          |
| 1985/86                                  | Jihomoravská krajská soutěž I. třídy – sk. ?                | 6                                                           | 26                                                          | ...                                                         | ...                                                         | ...                                                         | ...                                                         | ...                                                         | ...                                                         |                                                             |                                                             |
| 1986/87                                  | I. B třída Jihomoravského kraje – sk. D                     | 7                                                           | 26                                                          | 7                                                           | 10                                                          | 9                                                           | 41                                                          | 41                                                          | 0                                                           | 24                                                          | 11.                                                         |
| 1987/88                                  | I. B třída Jihomoravského kraje – sk. D                     | 7                                                           | 26                                                          | 5                                                           | 4                                                           | 17                                                          | 31                                                          | 51                                                          | −20                                                         | 14                                                          | 13.                                                         |
| 1988/89                                  | Okresní přebor Gottwaldovska                                | 8                                                           | 26                                                          | 15                                                          | 5                                                           | 6                                                           | 65                                                          | 35                                                          | +30                                                         | 35                                                          | 3.                                                          |
| …                                        |                                                             |                                                             |                                                             |                                                             |                                                             |                                                             |                                                             |                                                             |                                                             |                                                             |                                                             |
| 1992/93                                  | I. B třída Středomoravské župy – sk. B                      | 7                                                           | 26                                                          | 10                                                          | 7                                                           | 9                                                           | 53                                                          | 47                                                          | +6                                                          | 27                                                          | 6.                                                          |
| Česko (1993 –)                           |                                                             |                                                             |                                                             |                                                             |                                                             |                                                             |                                                             |                                                             |                                                             |                                                             |                                                             |
| Sezóny                                   | Liga                                                        | Úroveň                                                      | Z                                                           | V                                                           | R                                                           | P                                                           | VG                                                          | OG                                                          | +/−                                                         | B                                                           | Pozice                                                      |
| 1993/94                                  | I. B třída Středomoravské župy – sk. B                      | 7                                                           | 26                                                          | 10                                                          | 7                                                           | 9                                                           | 48                                                          | 47                                                          | +1                                                          | 27                                                          | 6.                                                          |
| 1994/95                                  | I. B třída Středomoravské župy – sk. B                      | 7                                                           | 26                                                          | 7                                                           | 5                                                           | 14                                                          | 29                                                          | 50                                                          | −21                                                         | 26                                                          | 11.                                                         |
| 1995/96                                  | I. B třída Středomoravské župy – sk. B                      | 7                                                           | 26                                                          | 9                                                           | 6                                                           | 11                                                          | 30                                                          | 47                                                          | −17                                                         | 33                                                          | 12.                                                         |
| 1996/97                                  | I. B třída Středomoravské župy – sk. B                      | 7                                                           | 26                                                          | 11                                                          | 5                                                           | 10                                                          | 40                                                          | 55                                                          | −15                                                         | 38                                                          | 6.                                                          |
| 1997/98                                  | I. B třída Středomoravské župy – sk. B                      | 7                                                           | 26                                                          | 11                                                          | 4                                                           | 11                                                          | 42                                                          | 44                                                          | −2                                                          | 37                                                          | 6.                                                          |
| 1998/99                                  | I. B třída Středomoravské župy – sk. B                      | 7                                                           | 26                                                          | 12                                                          | 4                                                           | 10                                                          | 51                                                          | 33                                                          | +18                                                         | 40                                                          | 6.                                                          |
| …                                        |                                                             |                                                             |                                                             |                                                             |                                                             |                                                             |                                                             |                                                             |                                                             |                                                             |                                                             |
| 2002/03                                  | Okresní přebor Zlínska                                      | 8                                                           | 26                                                          | 15                                                          | 7                                                           | 4                                                           | 48                                                          | 25                                                          | +23                                                         | 52                                                          | 2.                                                          |
| 2003/04                                  | Okresní přebor Zlínska                                      | 8                                                           | 26                                                          | 10                                                          | 8                                                           | 8                                                           | 45                                                          | 30                                                          | +15                                                         | 38                                                          | 5.                                                          |
| 2004/05                                  | I. B třída Zlínského kraje – sk. B                          | 7                                                           | 26                                                          | 8                                                           | 5                                                           | 13                                                          | 41                                                          | 45                                                          | −4                                                          | 29                                                          | 11.                                                         |
| 2005/06                                  | I. B třída Zlínského kraje – sk. B                          | 7                                                           | 26                                                          | 9                                                           | 6                                                           | 11                                                          | 45                                                          | 44                                                          | +1                                                          | 33                                                          | 9.                                                          |
| 2006/07                                  | I. B třída Zlínského kraje – sk. B                          | 7                                                           | 26                                                          | 7                                                           | 10                                                          | 9                                                           | 34                                                          | 42                                                          | −8                                                          | 31                                                          | 11.                                                         |
| 2007/08                                  | I. B třída Zlínského kraje – sk. B                          | 7                                                           | 26                                                          | 6                                                           | 6                                                           | 14                                                          | 35                                                          | 58                                                          | −23                                                         | 24                                                          | 12.                                                         |
| 2008/09                                  | I. B třída Zlínského kraje – sk. B                          | 7                                                           | 26                                                          | 8                                                           | 3                                                           | 15                                                          | 27                                                          | 60                                                          | −33                                                         | 27                                                          | 11.                                                         |
| 2009/10                                  | I. B třída Zlínského kraje – sk. B                          | 7                                                           | 26                                                          | 7                                                           | 6                                                           | 13                                                          | 30                                                          | 57                                                          | −27                                                         | 27                                                          | 12.                                                         |
| 2010/11                                  | I. B třída Zlínského kraje – sk. B                          | 7                                                           | 26                                                          | 15                                                          | 1                                                           | 10                                                          | 46                                                          | 35                                                          | +11                                                         | 46                                                          | 4.                                                          |
| 2011/12                                  | I. B třída Zlínského kraje – sk. B                          | 7                                                           | 24                                                          | 11                                                          | 5                                                           | 8                                                           | 44                                                          | 30                                                          | +14                                                         | 38                                                          | 3.                                                          |
| 2012/13                                  | I. B třída Zlínského kraje – sk. B                          | 7                                                           | 26                                                          | 12                                                          | 9                                                           | 5                                                           | 52                                                          | 36                                                          | +16                                                         | 45                                                          | 4.                                                          |
| 2013/14                                  | I. B třída Zlínského kraje – sk. B                          | 7                                                           | 26                                                          | 9                                                           | 7                                                           | 10                                                          | 41                                                          | 46                                                          | −5                                                          | 34                                                          | 7.                                                          |
| 2014/15                                  | I. B třída Zlínského kraje – sk. B                          | 7                                                           | 26                                                          | 12                                                          | 1 / 2                                                       | 11                                                          | 50                                                          | 36                                                          | +14                                                         | 40                                                          | 6.                                                          |
| 2015/16                                  | I. B třída Zlínského kraje – sk. B                          | 7                                                           | 26                                                          | 15                                                          | 3 / 1                                                       | 7                                                           | 67                                                          | 26                                                          | +41                                                         | 52                                                          | 1.                                                          |
| 2016/17                                  | I. A třída Zlínského kraje – sk. B                          | 6                                                           | 26                                                          | 4                                                           | 1 / 2                                                       | 19                                                          | 27                                                          | 66                                                          | −39                                                         | 16                                                          | 14.                                                         |
| 2017/18                                  | I. B třída Zlínského kraje – sk. B                          | 7                                                           | 26                                                          | 11                                                          | 2 / 1                                                       | 12                                                          | 61                                                          | 45                                                          | +16                                                         | 38                                                          | 8.                                                          |
| 2018/19                                  | I. B třída Zlínského kraje – sk. B                          | 7                                                           | 26                                                          | 9                                                           | 3 / 2                                                       | 12                                                          | 45                                                          | 57                                                          | −12                                                         | 35                                                          | 9.                                                          |
| 2019/20                                  | I. B třída Zlínského kraje – sk. B                          | 7                                                           | 13                                                          | 2                                                           | 3                                                           | 8                                                           | 24                                                          | 37                                                          | −13                                                         | 12                                                          | 13.                                                         |

Poznámky:
- 1939/40: Chybí výsledek jednoho utkání.[5]